# Jermaine Jones
Jermaine Jones (Frankfurt am Main, 3 de novembro de 1981) é um futebolista teuto-estadunidense que atua como volante. Filho de pai Afro-americano e mãe alemã.

## Início da vida
Jones cresceu em Frankfurt- Bonames . Seu pai é um soldado Afroamericano do Exército dos EUA  que estava em serviço  na Alemanha Ocidental . Quando criança, Jones viveu em Chicago, Illinois ,Greenwood e no Mississippi depois de seus pais se divorciaram e ele e sua  mãe voltaram  para a Alemanha. 

## Carreira
Jones começou sua carreira jovens em SV Bonames, movendo-se para FV Bad Vilbel quando tinha 13 anos.

## Eintracht Frankfurt
Ele foi comprado pelo Eintracht Frankfurt para jogar na sua academia. Ele passou os próximos cinco anos aprendendo e construindo a qualidade do seu jogo, e fez sua primeira aparição no Eintracht Frankfurt II na temporada 2000-01, fazendo 25 jogos e marcando oito gols. Ele fez a passagem  até o plantel principal em 2001. Jones fez 46 jogos pela equipa  em  dois anos nas temporadas 2001-2003, marcando sete gols como ele jogando  principalmente como um meio-campista defensivo central.

## Bayer Leverkusen
Pouco aproveitado, foi parar no Bayer Leverkusen II.

## Eintracht Frankfurt
Jones assinou seu retorno ao Eintracht Frankfurt por empréstimo apenas seis meses após a assinatura para o Bayer Leverkusen. No ano seguinte ele acertou uma volta definitiva ao Eintracht Frankfurt.
Na temporada 2005-06, Jones sofreu uma lesão na perna grave que necessitou de cirurgia, e ficou fora do jogo por oito meses, só retornando no primeiro semestre do último jogo da temporada. Durante as próximas duas temporadas Jones derrubou a sua imagem "ídolo teen", e se estabeleceu como um jogador de qualidade e tornou-se capitão da equipe. Em março de 2007, Jones anunciou que ele não iria renovar seu contrato, que expirava no final da temporada 2006-07.

## Schalke 04
As três temporadas seguintes no Schalke eram relativamente mistas para Jones, com sua carreira sendo atingida ainda por lesões. No entanto, ele conseguiu pela primeira vez em sua carreira fazer 70 jogos em três temporadas. O início da temporada 2010-11 foi novamente frustrante para Jones pela falta de jogos, e depois de um desentendimento com o técnico  da equipe  Felix Magath , ele foi enviado para treinar com os reservas e disponibilizado para transferência.

## Blackburn Rovers
Em 18 de janeiro de 2011, foi confirmado peloBlackburn Rovers que Jones tinha assinado por empréstimo até o final da temporada . Ele fez sua estréia Premier League em 23 de janeiro de 2011, em uma vitória por 2-0 em casa sobre o West Bromwich Albion em Ewood Park e completou os 90 minutos, recebendo o prêmio man-of-the-game em sua primeira aparição para o clube.  Em 30 de abril de 2011, Jones conseguiu   outra premiação de  man-of-the-game , jogando os 90 minutos no jogo clássico contra o Bolton Wanderers em uma vitória por 1-0 em Ewood Park .  Em 22 de maio de 2011, contra o Wolverhampton Wanderers no Molineux , ele completou os 90 minutos no último jogo do campeonato de a temporada com uma vitória por 3-2 para o Rovers.
Ele atuou 15 vezes pelo Blackburn e recebeu 8 cartões amarelos.

## Retorno ao Schalke 04
Após performances impressionantes com Blackburn, pensava-se que ele iria prolongar a sua estadia, mas os dois clubes não  concordaram  com o valor da transação  e ele voltou para o Schalke, em julho.  Em 2011, o Schalke nomeou um novo trenador , Ralf Rangnick e anunciou que o novo treinador queria  dar a  Jones a chance de ficar no clube e lutar por seu lugar, porque o seu contrato iria  até 2014. Após seu retorno, sua presença se tornou constate no jogos.
Jones apareceu em  20 jogos do campeonato alemão  durante a temporada 2011-12 , fazendo sua última aparição em uma vitória por 3-2 sobre o Werder Bremen , no último dia da temporada, jogando os 90 minutos. Ele marcou o gol do empate de 1-1 do Schalke com o Galatasaray na Liga dos Campeões no 20 de fevereiro de 2013.

## Beşiktaş
Em 30 de janeiro de 2014, ele se juntou clube turco Beşiktaş.

## New England Revolution
Em 24 de agosto de 2014, Jones havia concordado com termos MLS, que lhe permitam se tornar um jogador designado em que ele iria ganhar US $4,7 milhões em 18 meses. MLS decidiu fazer um sorteio cego entre Chicago Fire e New England para decidir quem iria receber os direitos de Jones. New England tinha ganhado o sorteio que fez dele o quarto jogador designado na história do clube.

## Seleções
Embora Jones tenha jogado quatro partidas com a Alemanha  Sub-21 , ele foi muitas vezes deixado de fora da equipa principal.Apos não conseguir vaga na equipe alemã que jogaria a Euro 2008,ele resolveu defender a seleção do país de seu pai (EUA).Ele disse em entrevista:
´´ nasci na Alemanha, mas também sou americano.´´
Ele conheceu a equipe nacional dos EUA pela primeira vez em março de 2010.

## Polêmicas
Após não ser chamada para a disputa da Euro 2008 pela Alemanha, ele acusou o técnico o Joachim Löw de não convocá-lo devido ao fato de ter muitas tatuagens e não possuir cabelo loiro e olhos claros.[carece de fontes?]